# Comenius-Kolleg Mettingen
Das Comenius-Kolleg in Mettingen ist ein nach Johann Amos Comenius benanntes Weiterbildungskolleg des zweiten Bildungsweges. Es entstand am 8. Juni 1972 durch Übernahme durch die brasilianische Ordensprovinz des Franziskanerordens (lat. ordo fratrum minorum; Orden der minderen Brüder) und hat seinen Sitz in der ehemaligen Realschule Mettingen.
Angegliedert an das Comenius-Kolleg für den Erwerb der Fach- sowie allgemeinen Hochschulreife ist das Studienkolleg zur Erlangung der Feststellungsprüfung (FSP) für Studierende aus allen Ländern, jedoch besonders brasilianische Studierende. Die Schule wird getragen von der deutsch-brasilianischen Studienstiftung St. Antonius. Der aktuelle Schulleiter ist Thorsten Bahlmann, der auf Pater Osmar Gogolok folgte. Dieser hatte die Nachfolge seines Mitbruders Pater Serafin, der der erste Kollegdirektor war, angetreten.
Die Bibliothek des ebenfalls dort gelegenen wissenschaftlichen Instituts für Brasilienkunde (Instituto de Brasilologia) stellt mit mehr als 45.000 Bänden eine der größten Fachbibliotheken zu Brasilien im deutschsprachigen Raum dar.
Das Comenius-Kolleg besuchen knapp 200 Studierende, die über den zweiten Bildungsweg die (Fach-)Hochschulreife erwerben möchten. Das Studienkolleg wird ebenfalls von etwa 200 Studierenden besucht.